# Newberrya
Newberrya es un género  de plantas fanerógamas perteneciente a la familia Ericaceae. Comprende 5 especies descritas.

## Taxonomía
El género  fue descrito por John Torrey y publicado en Annals of the Lyceum of Natural History of New York 8: 55. 1864.

## Especies
- Newberrya congesta Torr.
- Newberrya longiloba Small
- Newberrya pumila (Greene) Small
- Newberrya spicata A.Gray
- Newberrya subterranea Eastw.